# Субботино (деревня, Наро-Фоминский городской округ)
Субботино — деревня в Наро-Фоминском районе Московской области, входит в состав муниципального образования Городское поселение Верея. Численность постоянно проживающего населения — 27 человек на 2006 год, в деревне числятся 4 садовых товарищества. До 2006 года Субботино входило в состав Симбуховского сельского округа.
Деревня расположена в западной части района, в 11 км восточнее города Верея, высота центра над уровнем моря 206 м. Ближайшие населённые пункты — Симбухово в 3,5 км на запад и Назарьево в 1,5 км на юго-восток.